# Лётчик-космонавт Российской Федерации
Лётчик-космонавт Российской Федерации — почётное звание в России. Установлено законом Российской Федерации от 20 марта 1992 года № 2555-1. Согласно Положению о почётном звании, присваивается Президентом Российской Федерации лётчикам-космонавтам, совершившим выдающиеся полёты в космосе. Лицам, удостоенным этого звания, вручаются грамота о присвоении почётного звания и нагрудный знак, который носится на правой стороне груди.

## Положение о почётном звании «Лётчик-космонавт Российской Федерации»
| Утверждено Законом Российской Федерации от 20 марта 1992 года № 2555-1: 1. Почётное звание Лётчик-космонавт Российской Федерации присваивается президентом Российской Федерации лётчикам-космонавтам, совершившим выдающиеся полёты в космосе. 2. Присвоение почётного звания Лётчик-космонавт Российской Федерации производится по представлению Министерства обороны Российской Федерации и других министерств, ведомств Российской Федерации, осуществляющих подготовку и руководство полётами в космос, программу изучения и освоения космоса. 3. Лицам, удостоенным почётного звания Лётчик-космонавт Российской Федерации, вручаются грамота о присвоении почётного звания и нагрудный знак установленного образца. 4. Нагрудный знак Лётчик-космонавт Российской Федерации носится на правой стороне груди и при наличии у лиц, удостоенных этого звания, орденов размещается над ними. |

## Описание нагрудного знака «Лётчик-космонавт Российской Федерации»
| Утверждено Законом Российской Федерации от 20 марта 1992 года № 2555-1: Нагрудный знак «Лётчик-космонавт Российской Федерации» представляет собой серебряный пятиугольник с выпуклым позолоченным ободком. Ширина знака 25 мм, высота 23,8 мм. В центре знака расположено изображение земного шара с обозначенной голубым цветом территорией Российской Федерации, выполненное из эмали. Земной шар опоясан золотой орбитой спутника со спутником на орбите. Из звездочки, обозначающей г. Москву, выходит вторая золотая орбита переходящая в эмалевый шлейф золотого космического корабля, устремляющегося в межпланетное пространство. В верхней части над земным шаром помещена выпуклая золотая надпись «Летчик-космонавт», а под земным шаром — выпуклые золотые буквы «Россия». В нижней части знака расположены две выпуклые золотые лавровые ветви. На оборотной стороне нагрудного знака имеется номер знака. Знак с помощью ушка и дужки крепится к позолоченной планке, покрытой муаровой трехцветной лентой в соответствии с расцветкой Государственного флага Российской Федерации. С задней стороны планки имеется нарезной штифт с гайкой для прикрепления знака к одежде. |

## Лётчики-космонавты Российской Федерации
Всего, начиная с 1992 года, данного звания был удостоен 61 человек, совершивший космический полёт. 58 человек из них — мужчины, 3 — женщины.